# Donji Orašac
Donji Orašac es un pueblo de la municipalidad de Dobretići, en el cantón de Bosnia Central, Bosnia y Herzegovina.

## Superficie
Posee una superficie de un kilómetro cuadrado.

## Demografía
Hasta 2013 la población era de 21 habitantes, con una densidad de población de 20,9 habitantes por kilómetro cuadrado.